# Rogas melleus
Rogas melleus är en stekelart som först beskrevs av Cresson 1896.  Rogas melleus ingår i släktet Rogas och familjen bracksteklar. Inga underarter finns listade i Catalogue of Life.